# Tadeusz Walachowicz
Tadeusz Walachowicz (ur. 10 marca 1939 w Poznaniu, zm. 24 marca 1999) – polski  duchowny, profesor nauk teologicznych.

## Życiorys
W 1971 r. obronił pracę doktorską Sądownictwo biskupie diecezji poznańskiej w okresie Księstwa Warszawskiego, w 1981 r. habilitował się na podstawie pracy zatytułowanej Kościół Katolicki w prawodawstwie Księstwa Warszawskiego. W 1998 r. uzyskał tytuł profesora nauk teologicznych. Pracował na Wydziale Teologicznym Uniwersytetu im. Adama Mickiewicza.